# زوچان
زوچان (به صربی: Звечан) شهری در منطقه کوسوفسکا متروویسا کشور کوزوو است که در سرشماری سال ۲۰۰۸ میلادی، ۱۷٬۰۰۰ نفر جمعیت داشته‌است.